# Jean Bessems
Jean Bessems (* 4. Januar 1945 in Cadier en Keer, Niederlande) ist ein ehemaliger niederländischer Karambolagespieler in den Disziplinen Cadre und Billard Artistique (Kunststoß).

## Biografie
Jean Bessems wurde in Cadier en Keer, einem Ortsteil von Margraten, heute Eijsden-Margraten, geboren. Sein Vater war Landwirt, Taubenzüchter und später Cafébesitzer. Mit 14 Jahren begann er Billard zu spielen. Er spielte bis zu seinem 19. Lebensjahr Fußball und musste sich dann zwischen Billard und Fußball entscheiden. Bessems spielte zunächst Freie Partie, wechselte später aber zum Kunststoß und Cadre.
Bessems schaffte 1965 seinen internationalen Durchbruch bei der Jugendbillard-Europameisterschaft. Bei der Cadre-47/2-Europameisterschaft 1971 in Nizza gewann er seine erste Silbermedaille bei den Herren. Er spielte gegen bekannte Karambolagespieler wie Raymond Ceulemans, Henk Scholte, Hans Vultink, Francis Connesson und Emile Wafflard. Er bereiste die ganze Welt und gab sogar Schaukämpfe in Russland, was zur Zeit des Sowjetreiches etwas Besonderes war. Seine Stärke lag laut seinem Trainer René Vingerhoedt vor allem im perfekten Verteidigung (Defensivspiel), was wichtig ist, um ein Top-Spieler zu werden.
Er wurde 1985 Weltmeister in Sluis in Zeeland und 1988 in Stockerau in Österreich und Europameister in Bruay Sur Escaut in Frankreich, in Dongen und Gorsel in den Niederlanden sowie in Wilrijk bei Antwerpen. 1991 beendete er seine sportliche Laufbahn und 2005 ging er in den vorzeitigen Ruhestand (niederländisch: VUT).

## Sonstiges
Hauptberuflich war er Maschinenbauer. Zwanzig Jahre lang war er, wie sein Vater, ein leidenschaftlicher Taubenzüchter.

## Erfolge
International
- Billard-Artistique-Weltmeisterschaft:  1985, 1988  1984  1987
- Cadre-47/1-Weltmeisterschaft:  1975
- Billard-Artistique-Europameisterschaft:  1986, 1987, 1988, 1989  1985  1981, 1982, 1983
- Cadre-47/1-Europameisterschaft:  1975
- Cadre-47/2-Europameisterschaft:  1971
- Cadre-71/2-Europameisterschaft:  1974

Quellen:
National
- Niederländische Kunststoß-Meisterschaften  1981, 1982, 1983, 1984, 1985, 1986, 1987, 1989
- Niederländische Cadre-Meisterschaften:  1 × 47/2, 1 × 47/1, 3 × 71/2
- Niederländische Fünfkampf-Meisterschaften:  1973  1975